# 맷 체세이
맷 체세이(영어: Matt Chessé, 1965년 10월 27일 ~ )는 미국의 영화 편집자이다. 주로 마르크 포르스터 감독의 작품에 편집 감독으로 활동하고 있으며, 대표적으로 아카데미 편집상 후보에 오른 《네버랜드를 찾아서》가 있다. 포르스터 감독 작품 외에는 개빈 오코너의 《워리어》, 조디 포스터의 《머니 몬스터》 등에 참여했다.

## 작품 목록
| 연도 | 제목                       | 원제                    | 감독              | 비고 |
| ---- | -------------------------- | ----------------------- | ----------------- | ---- |
| 2000 | 에브리싱 풋 투게더         | Everything Put Together | 마르크 포르스터   |      |
| 2001 | 몬스터 볼                  | Monster's Ball          | 마르크 포르스터   |      |
| 2004 | 네버랜드를 찾아서          | Finding Neverland       | 마르크 포르스터   |      |
| 2005 | 스테이                     | Stay                    | 마르크 포르스터   |      |
| 2005 | 엘리 파커                  | Ellie Parker            | 스콧 커피         |      |
| 2006 | 스트레인저 댄 픽션         | Stranger Than Fiction   | 마르크 포르스터   |      |
| 2007 | 연을 쫓는 아이             | The Kite Runner         | 마르크 포르스터   |      |
| 2008 | 007 퀀텀 오브 솔러스       | Quantum of Solace       | 마르크 포르스터   |      |
| 2011 | 워리어                     | Warrior                 | 개빈 오코너       |      |
| 2011 | 머신건 프리처              | Machine Gun Preacher    | 마르크 포르스터   |      |
| 2013 | 월드 워 Z                  | World War Z             | 마르크 포르스터   |      |
| 2013 | 포트 블리스                | Fort Bliss              | 클로디아 마이어스 |      |
| 2014 | 베스트 오브 미             | The Best of Me          | 마이클 호프먼     |      |
| 2015 | 더 기프트                  | The Gift                | 조엘 에저턴       |      |
| 2016 | 머니 몬스터                | Money Monster           | 조디 포스터       |      |
| 2018 | 곰돌이 푸 다시 만나 행복해 | Christopher Robin       | 마르크 포르스터   |      |